# Buddusò
Buddusò (Uddusò in sardo) è un comune italiano di 3 500 abitanti della provincia della Gallura Nord-Est Sardegna in Sardegna.

## Geografia fisica

### Territorio
Il comune di Buddusò (700 m di quota ) si trova al confine meridionale della ex provincia di Sassari ed ha una superficie complessiva di 217 km² (di cui 90 km² suolo comunale). Dal punto di vista orografico il paese è situato all'interno dell'omonimo altopiano di Buddusò che ingloba a nord parte dei territori di Alà dei Sardi e si spinge verso il territorio di Oschiri a sud comprende parte dei più alti territori dell'agro di Bitti e di Osidda. Questo territorio è attraversato da fiumi o torrenti: il Rio Mannu che alimenta prima verso ovest la diga di Monte Lerno presso Pattada e successivamente si immette nel lago del Coghinas ed il rio Altana che, correndo in senso orientale, si porta, prima di immettersi verso il Tirreno, ad alimentare la diga di Maccheronis.
Verso sud ed est il territorio del comune di Buddusò alterna tratti pianeggianti, tipici del suo altopiano, a vallate e ad alcune alture (con i suoi 1003 m s.l.m., punta Sa Jone rappresenta la vetta più alta). Alle pendici della Punta Pianedda (985 m s.l.m.) nasce il Tirso, al confine con l'agro di Bitti, che con i suoi 152 km rappresenta il fiume più lungo della Sardegna. Il Tirso, poco a valle delle sorgenti, in agro di Buddusò, alimenta la diga di Sos Canales, e poi, nel suo cammino verso la foce sul golfo di Oristano, dopo aver attraversato la Barbagia di Nuoro, il Goceano ed il Marghine, si versa nel lago Omodeo, uno dei maggiori laghi artificiali europei. Il fiume fu citato dagli autori greci Pausania e Tolomeo. Secondo il sito sardegnacultura.it, l'autore sardo Mario gli diede il suo attuale nome riferendosi a Tirso, figlio di Ercole, proprio in virtù delle sue dimensioni.
Dal punto di vista orografico il territorio buddusoino è ricco di granito, materiale lapideo che per decenni è stato fonte di una fiorente attività estrattiva ed utilizzato in tutto il mondo per la costruzione di diversi complessi architettonici e grattacieli. Attualmente queste attività estrattive sono in fase di declino mentre il paesaggio ha subito delle gravi “ferite” che hanno sfregiato le bellezze naturali di alcuni luoghi.
Il territorio è ricco di boschi di querce per lo più quercia da sughero, leccio e roverella, le specie vegetali arbustive più comuni sono: il cisto (su mudeju), il corbezzolo (su lidone), l'erica (s'iscopa), il biancospino (su kalarighe), la fillirea (s'aliderru), la ginestra (con spine-tiria, senza spine-mattigusa), il lentisco (sa chessa) la lavanda (s'arkimissa), e l'agrifoglio (s'olostris).

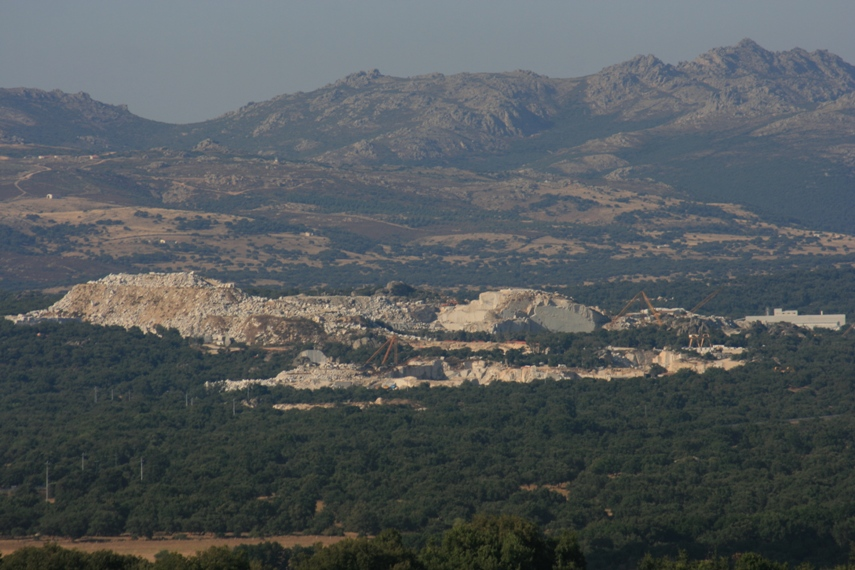
Una delle cave di granito site sul territorio di Buddusò
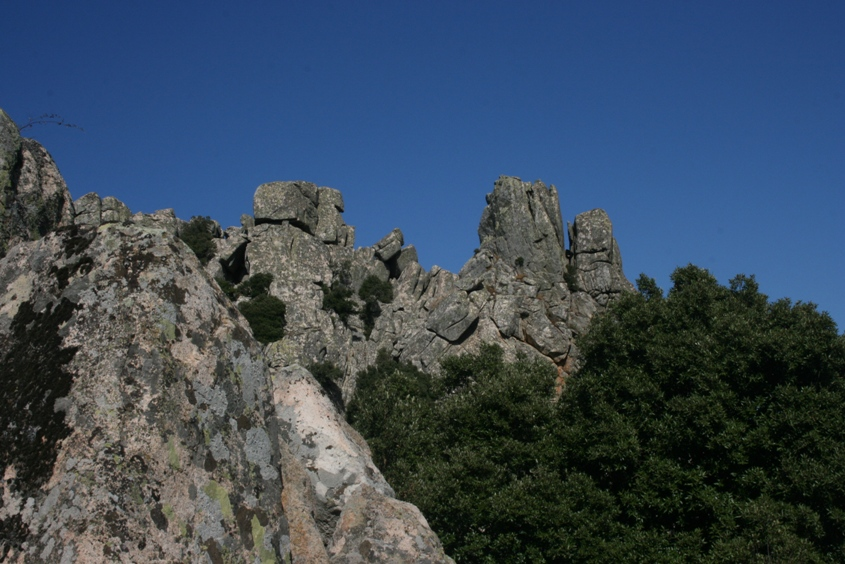
La punta di Ololviga domina l'altipiano di Buddusò fino alla località di sa Pianedda
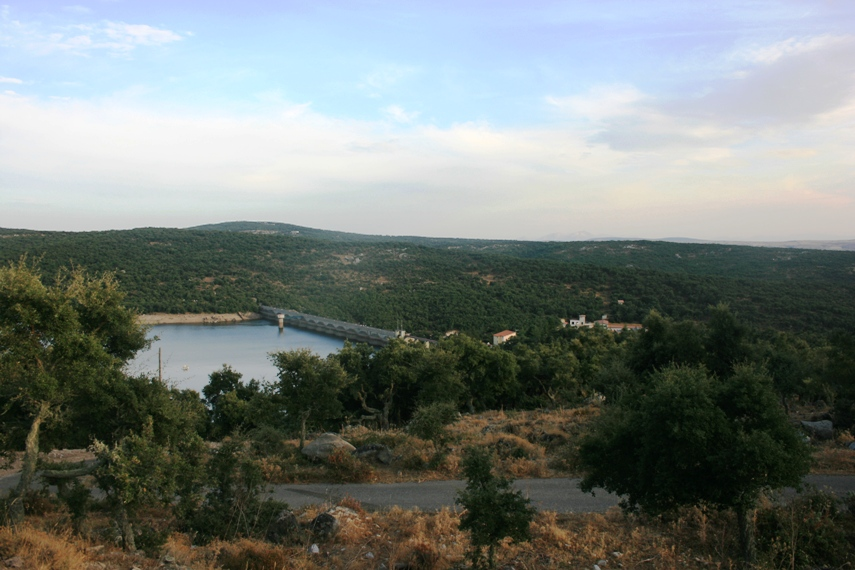
Lago di Sos Canales

### Clima
Il clima, a causa del territorio montano e della sua particolare posizione nell'omonimo altopiano, con l'altitudine che varia da un minimo di circa 400/500 m, ai 700 m di quota del centro cittadino, sino ad un massimo di 1003 m s.l.m. nelle montagna più alta (Punta sa Jone), presenta caratteristiche paragonabili al clima mediterraneo continentale.
Le massime pluviometriche si riscontrano nelle stagioni autunnali e invernali con precipitazioni anche a carattere nevoso nella stagione fredda, le giornate estive possono risultare molto calde con temperature anche di 40 gradi come del resto è nella norma nella Sardegna interna tuttavia di notte è raro che la calura sia opprimente, questo rende Buddusò, circondata da boschi di querce per lo più da sughero e di leccio e roverella, rinomata per la qualità della sua aria adatta a soggiorni estivi immersi nella natura e anche l'ideale per i ritiri estivi da parte di squadre di calcio come ad esempio ha fatto l'Olbia Calcio 1905 nel 2021 e anche in stagioni passate.
Da alcuni decenni nel territorio buddusoino è comparsa la nebbia un fenomeno nuovo legato alla costruzione della diga di Sos Canales e soprattutto di quella più recente di Monte Lerno, sino agli anni ottanta gli eventi nebbiosi erano rari, il fenomeno è comune in natura il vapore acqueo delle dighe crea banchi di nebbia che possono essere più o meno fitti a seconda delle varie condizioni climatiche ma, che in genere, in questi territori risultano essere transitori e al massimo nelle ore più calde tendono a dissolversi.

## Storia

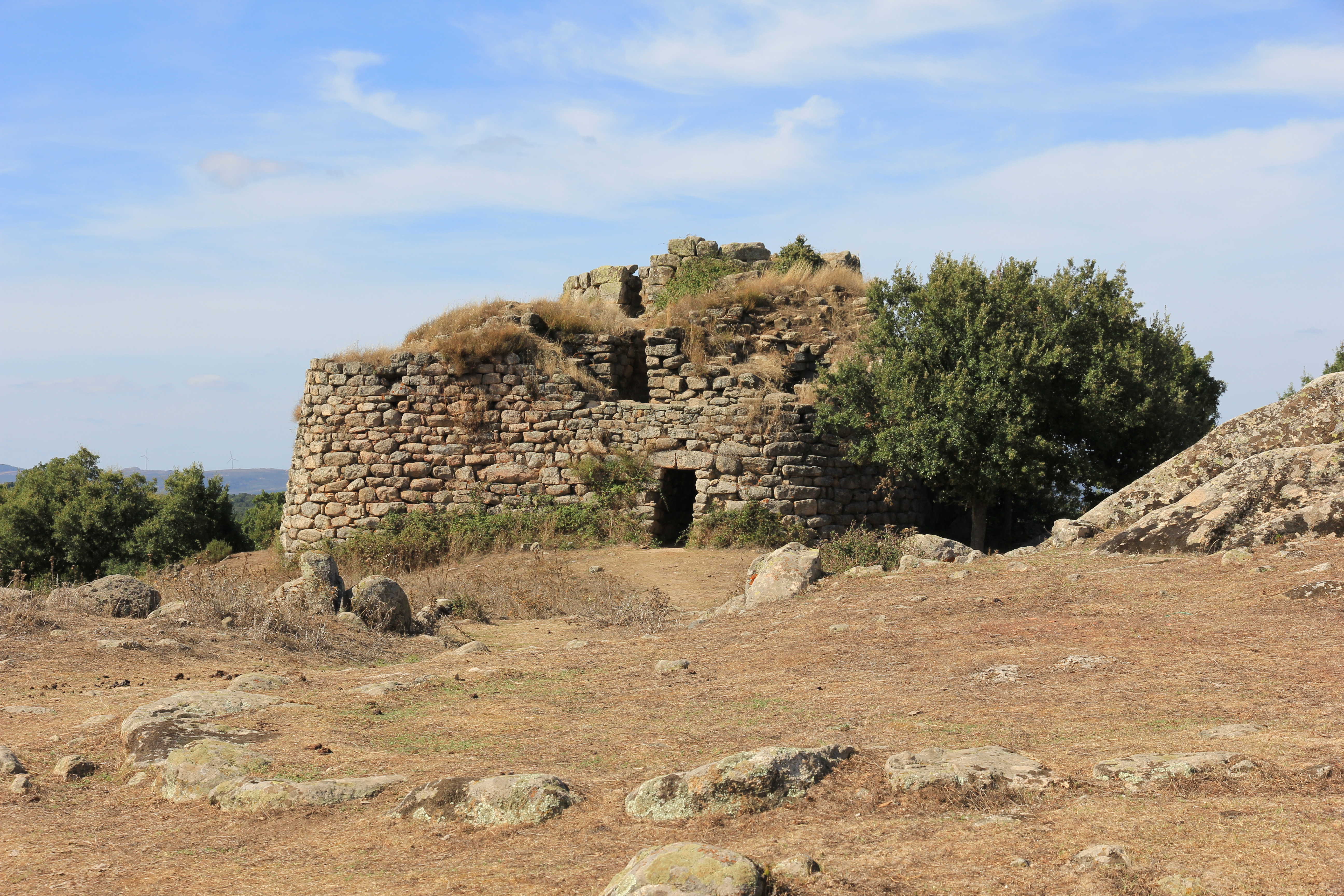
Nuraghe Loelle

Buddusò era abitato già in epoca preistorica, le numerose domus de janas, dolmen e siti archeologici presenti all'interno dell'abitato e nel territorio comunale testimoniano che già nel neolitico
in questi territori vi era una forte presenza dell'uomo.
Nei successivi secoli con l'avvento della civiltà nuragica, furono edificate numerose tombe dei giganti, pozzi sacri e circa 30 nuraghi di cui alcuni complessi come il nuraghe Loelle che testimoniano la presenza dei nuragici nel territorio buddusoino.
Per quanto riguarda l'epoca romana rimangono tracce nell'area di Su Campu nel sito di Caput Tyrsi (sorgenti del fiume Tirso da anni oggetto di scavi e studi), il sito, pare che si identifichi con il villaggio nuragico di Sos Muros, molto importante e strategico sia per la sua vastità (occupa una superficie di circa venti ettari) che per la sua vicinanza con l'importante complesso nuragico di Su Romanzesu (in agro di Bitti distante circa due chilometri); inoltre esso rappresentava l'ingresso in Barbagia con una "stazione" romana che collegava appunto Caput Tyrsi a Sorabile in agro di Fonni all'interno del percorso nell'antica via romana Karalis - Ulbia.
Dopo l'introduzione del cristianesimo in Sardegna nell'alto medioevo e dell'avvicendamento del dominio dell'Impero bizantino con quello dei Giudicati, compaiono le prime tracce scritte del villaggio di Buddusò durante il XIV secolo, con il termine "Gulluso" e nei secoli successivi con altri termini e toponimi di origine incerta, sino ad arrivare durante il XIX secolo come citato da Giovanni Spano nella sua opera Vocabolario sardo geografico, patronimico e etimologico (1872) al toponimo Udda (canale vicino le sorgenti del fiume Tirso) de Udda sò ( sono di Udda ) che parrebbe essere antesignano del nome attuale Uddusò in lingua sarda.
Durante il medioevo fece parte del giudicato di Torres, nella curatoria del Monteacuto. Alla caduta del giudicato (1259) passò sotto la signoria dei Doria, e successivamente sotto il dominio della Corona d'Aragona, che incorporò il paese nel ducato del Monte Acuto, feudo dei Tellez - Giron, ai quali fu riscattato nel 1839 con la soppressione del sistema feudale.

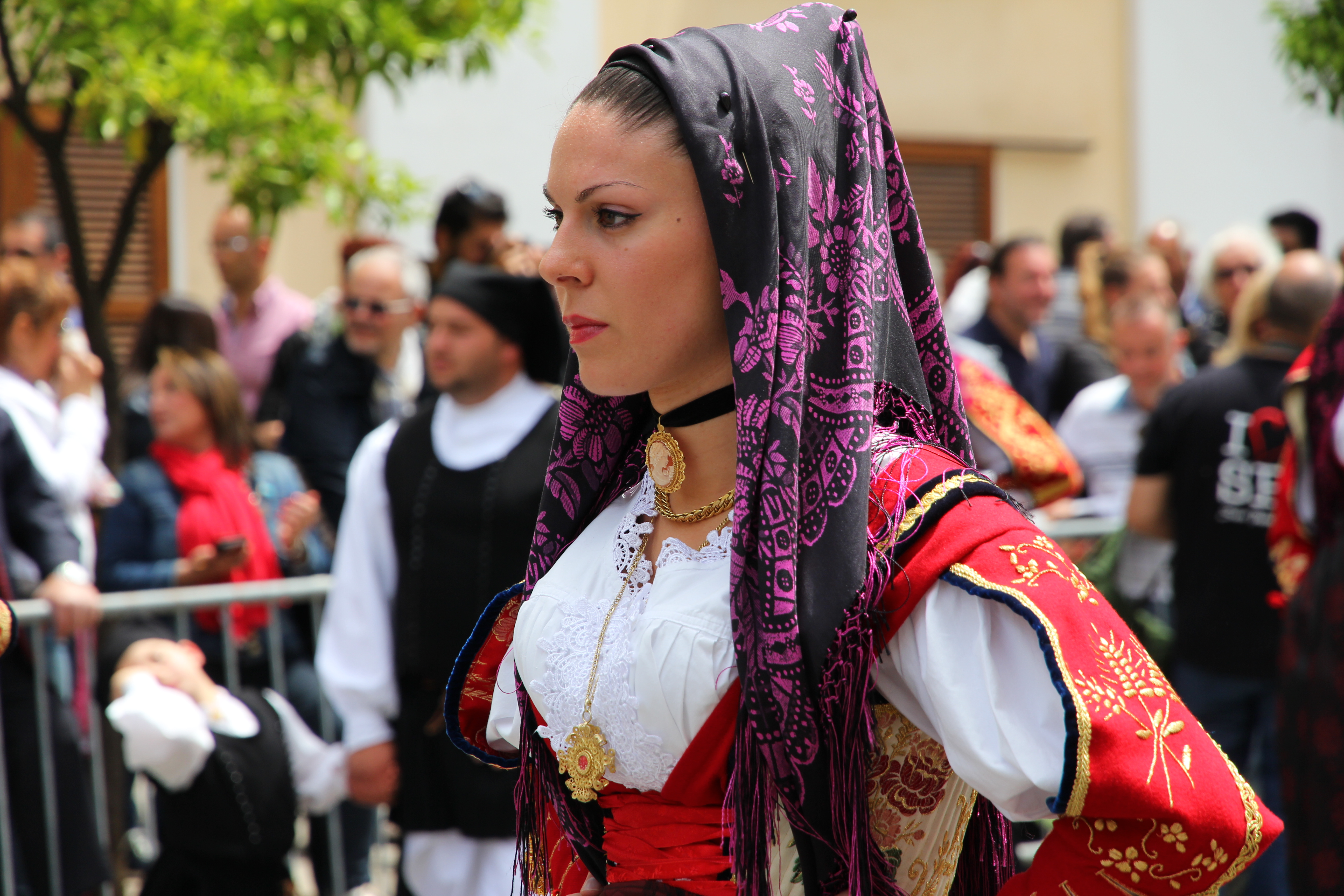
Costume tradizionale

Dal Quattrocento al Seicento il dominio della Spagna su tutta la Sardegna è testimoniato a Buddusò dallo stile Catalano nella chiesa di San Quirico e dai tanti termini linguistici spagnoleggianti de sa limba salda quali sa temporada ("la stagione"), averugar ("ispezionare"), sa mariposa ("la farfalla"). Naturalmente, allora, il sistema politico-economico (basato prevalentemente sulla rendita) era quello feudale e Buddusò (sempre secondo il testo curato da Manlio Brigaglia) era parte del ducato dei feudatari di Oliva che possedevano il Monteacuto (zona oggi composta da circa 11 comuni che vanno da Berchidda a Tula, ad Alà dei Sardi e Buddusò), facente parte della diocesi di Bisarcio.
Nel 1720, con la pace dell'Aja, l'Austria cede la Sardegna, e quindi anche Buddusò, ai Savoia.
Durante l'Ottocento, secondo il racconto di alcune persone anziane del posto venne fondata una piccola frazione che si trovava l'agro di Buddusò al confine con il territorio di Oschiri. Questo luogo, chiamato Tandalò, venne popolato da una parte di buddusoini che vi vivevano per alcuni mesi l'anno. Dopo la seconda guerra mondiale, Tandalò si è completamente spopolato ed ora rimangono solo i resti di alcune case ed anche della vecchia scuola elementare.
Colloquiando con alcuni di questi vegliardi, è stato facile capire quale fu l'impatto della malaria in particolare, ma anche di altre malattia infettive sulla capacità lavorative delle persone. Le febbri elevate (terzana e quartana) indebolivano le persone affette che lamentavano una continua astenia dovuta anche all'ingrossamento della milza. Eppure queste condizioni di debolezza (leggasi la bassa statura media, l'anemia mediterranea, ecc.) non impedirono a tanti buddusoini di affrontare coraggiosamente le fatiche ed i dolori della prima guerra mondiale.
Alla fine della seconda guerra mondiale, la campagna di eradicazione dell'anopheles, la zanzara vettore del protozoo che causa la malaria, tramite il DDT, praticata come progetto pilota in Sardegna voluta e finanziata dall'Alto commissariato italiano per l'igiene e la sanità e dalla Fondazione Rockfeller, portò alla scomparsa della malattia infettiva in tutta la regione (anche con alcune trasformazioni dell'ecosistema ambientale) tramite gli sforzi dell'Ente Regionale per la Lotta Anti-Anofelica in Sardegna guidata dal celebre igienista Giuseppe Brotzu.
Gli anni sessanta e settanta del Novecento hanno visto uno sviluppo economico del paese legato all'attività estrattiva del granito e del sughero oltre che al commercio della legna e del formaggio. Questo benessere economico ha subito un forte rallentamento durante gli anni novanta e nei primi anni del duemila, cosicché nel paese si è ripresentata la piaga dell'emigrazione, con una differenza dal passato: mentre prima emigravano prevalentemente persone appartenenti ai ceti meno abbienti, oggi tale fenomeno colpisce più che in passato anche persone laureate (in medicina, giurisprudenza, economia e commercio, ecc.) e coloro che non trovano lavoro a Olbia, Nuoro o Sassari, accettano spesso di trasferirsi "in continente".
D'altra parte, ha fatto da contraltare negli ultimi anni del primo duemila un boom delle nascite ed un piccolo fenomeno immigratorio da paesi dell'est che sembra tenere la bilancia stabile sui 4.000 residenti.
Con la legge regionale n.1 del 3 gennaio 1996, ha subìto lo scorporo del nuovo comune di Padru, da segnalare che nonostante il centro faccia parte della provincia della Gallura Nord-Est Sardegna ha maggiori affinità culturali ed economiche con la provincia di Nuoro.

### Simboli
Lo stemma e il gonfalone del comune di Buddusò sono stati concessi con decreto del presidente della Repubblica del 6 agosto 1988.
Lo stemma comunale è troncato semipartito: nel primo, d'argento, al nuraghe di azzurro, dirupato in banda, accostato da due torri di rosso, merlate alla ghibellina, chiuse e finestrate di uno di nero, anch'esse dirupate da un lato, il tutto fondato sulla collina di verde; nel secondo, d'azzurro, all'albero di sughero, d'oro, attraversato da una pecora d'argento, posta sulla pianura di verde; nel terzo, d'oro, al toro furioso di nero.

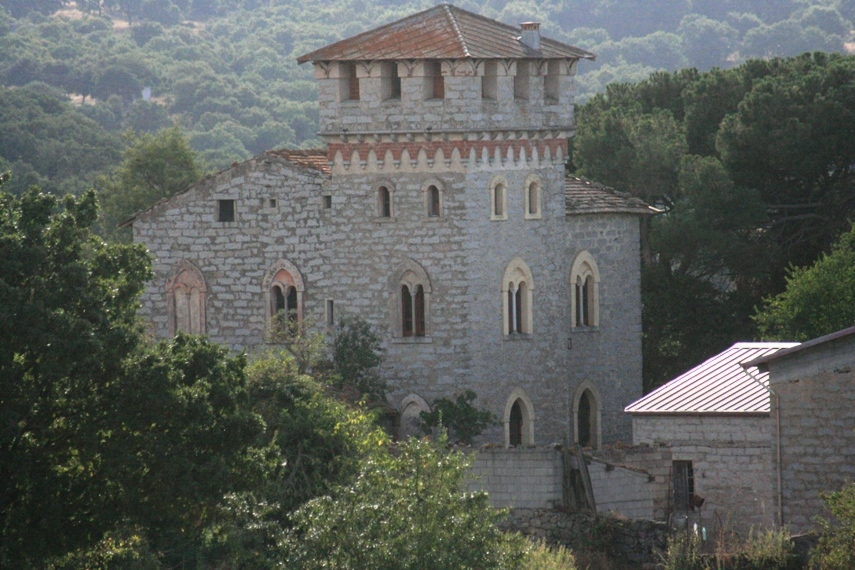
Villa Doneddu
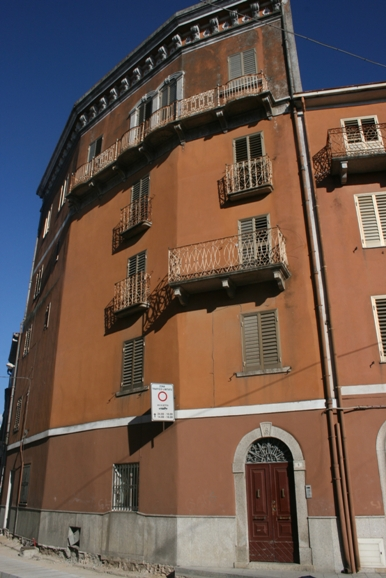
Palazzina di fine Ottocento nel centro abitato

## Monumenti e luoghi d'interesse

### Architetture religiose
Le chiese principali sono la parrocchiale Santa Anastasia, la chiesa di Santa Reparata, la chiesa di San Quirico e la chiesa di Sant'Ambrogio

### Architetture civili
Nel centro storico spiccano molti palazzi a tre piani che denotano la ricchezza del borgo, edificati nel XIX secolo, all'interno del centro abitato architetture degne di nota sono Villa Doneddu, costruita in stile neogotico, più tre palazzine di quattro piani costruite al centro del paese in stile liberty ed eclettico.
Il granito costituisce il materiale più utilizzato nelle architetture tradizionali. Il paese è stato coinvolto negli ultimi decenni, grazie al benessere, da un elevato fervore edilizio, si sono costruite villette in periferia, mentre nella parte centrale del paese si sono sviluppati una serie di attività commerciali (bar, negozi, uffici) e si è ingrandita la casa di riposo per anziani con un giardino di pregio che la circonda.

### Statue
Dal punto di vista artistico, va segnalata un'altra peculiarità: Buddusò presenta all'interno del paese e nel suo museo di arte moderna numerose statue che vennero realizzate a cavallo degli anni 1980-2000 durante le sessioni annuali estive del Simposio del Legno e del Granito, in cui artisti provenienti da tutte le parti del mondo si cimentavano, nelle strade e piazze del centro cittadino, nel modellare in statue il legno e il granito grezzo di origine locale. Sempre negli ultimi decenni anche a Buddusò, come in altri centri della Sardegna il più famoso è Orgosolo, sono stati dipinti molti murales di ottima fattura.

### Siti archeologici
Il territorio di Buddusò è ricco di testimonianze storiche ed archeologiche risalenti a varie epoche storiche e preistoriche: domus de janas(64 visitabili), nuraghi(32 segnalati), dolmen, e chiese campestri di origine medievale.
In diversi siti intorno al paese si trovano le domus de janas, importanti testimonianze del periodo neolitico, esse sono strutture sepolcrali scavate nella pietra viva. Fra le più importanti si segnalano la Necropoli a Domus de janas di Ludurru sita a circa 200 metri dall'abitato, composta da diversi ipogei scavati in un unico affioramento granitico, è meta di numerosi turisti; Altra bellezza straordinaria è la Domus de Janas di Borucca, nel complesso è un ipogeo di semplice fattura ma l'azione degli elementi ha portato il mammellone granitico a staccarsi dal suo punto naturale e appoggiarsi lievemente su un lato, regalando una visuale della domus molto particolare.
Il periodo nuragico (dal 1800 al 300 a.C. circa) ha lasciato in eredità ai buddusoini vari nuraghi, tra cui il nuraghe Loelle, sito sulla statale per Bitti, a circa 7 km da Buddusò, caratterizzato dalla sua forma trilobata, dalla lavorazione dei conci, dai gradini e i corridoi che corrono sui due piani della struttura interna del nuraghe, per la garitta posta sulla sinistra dell'ingresso. Caratteristico del nuraghe è anche una camera sottostante che forse aveva la mansione di cantina. La funzione di questo nuraghe forse la si comprende salendovi in cima, da dove la visuale a 360° è ampia e regolare, soprattutto sul versante dei monti di Alà, il che fa pensare che tale opera avrebbe potuto svolgere la responsabilità di mastio all'interno un villaggio antico.
A fianco al nuraghe si trovano anche due piccole tombe dei giganti.
Un altro monumento nuragico importante è il complesso nuragico di Su Romanzesu, che sebbene si trovi in agro di Bitti dista da Buddusò meno di 15 km e il Villaggio Nuragico di 'Sos Muros' che conserva ancora un pozzo intatto.

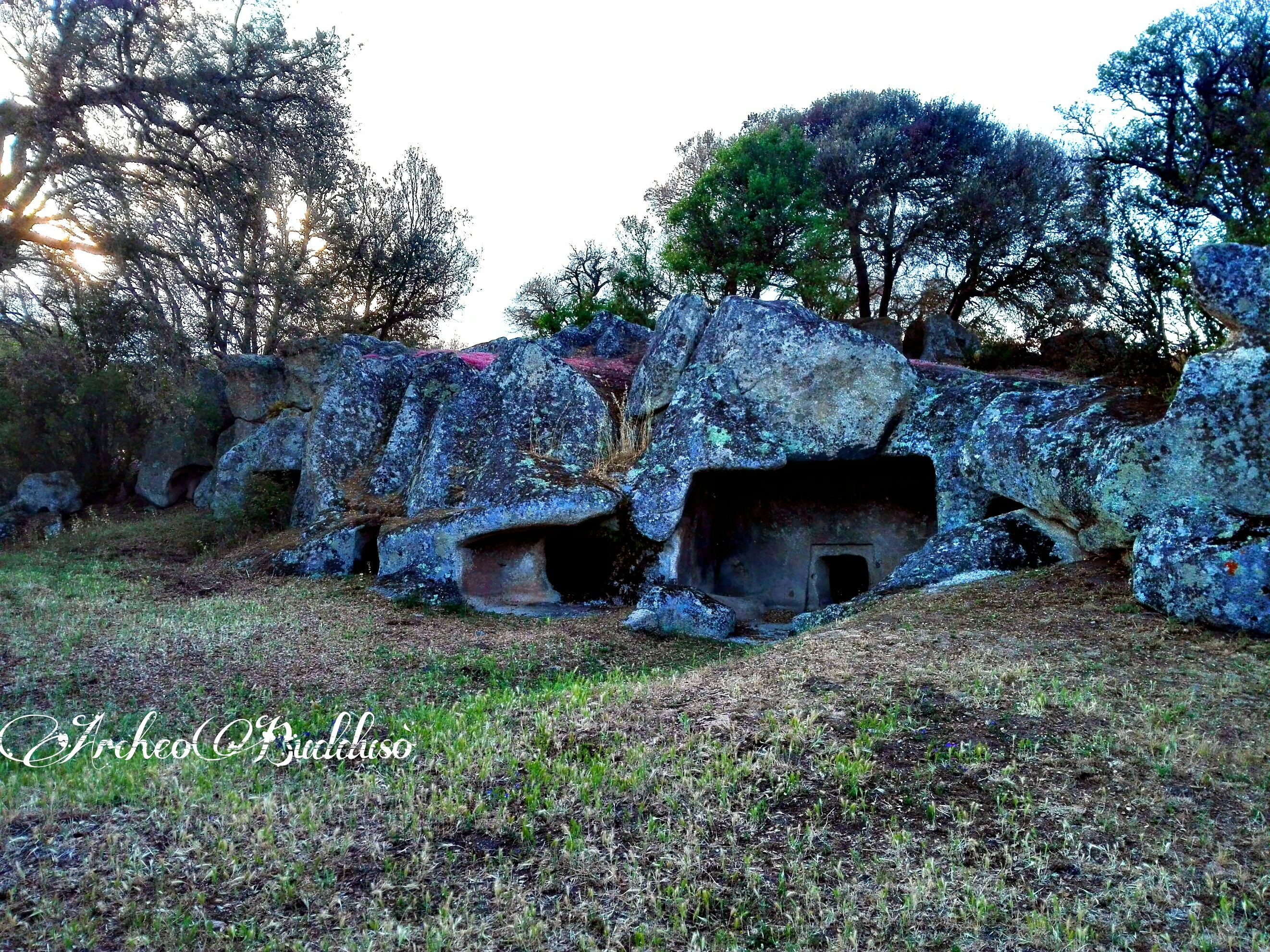
Buddusò: Necropoli a Domus de Janas di Ludurru
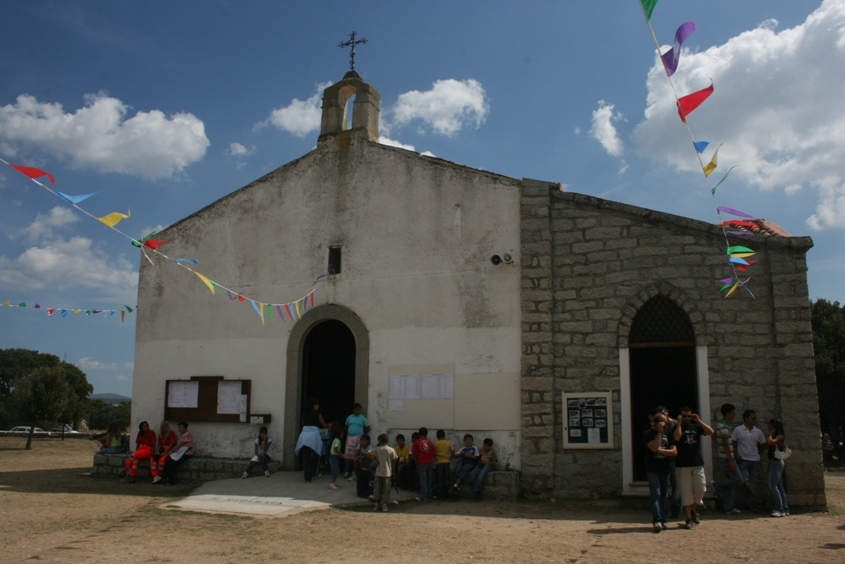
Chiesa di Santa Reparata
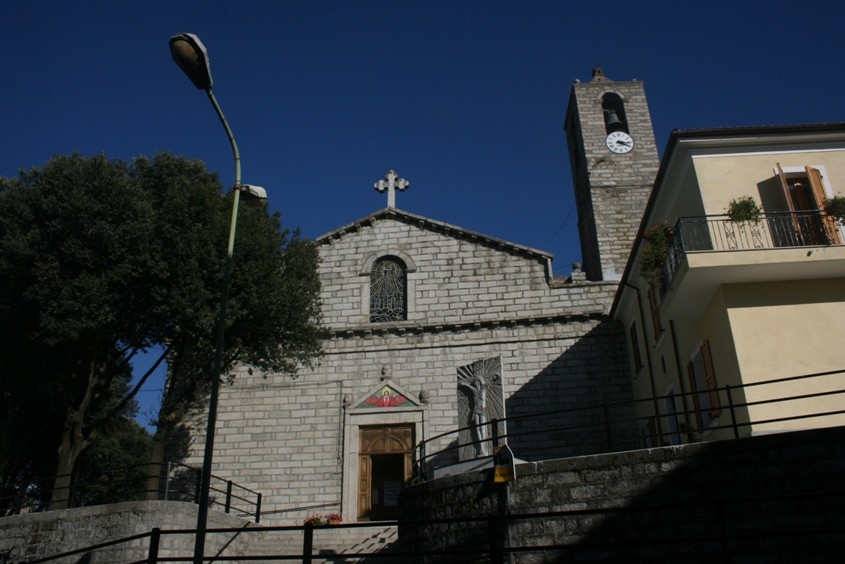
Chiesa parrocchiale di Santa Anastasia con a fianco la canonica del parroco

## Società

### Evoluzione demografica
Abitanti censiti

I dati fino al 1991 si riferiscono alla popolazione complessiva di Buddusò e Padru.

### Etnie e minoranze straniere
Secondo i dati ISTAT la popolazione straniera residente al 31 dicembre 2010 era di 83 persone.
Le nazionalità maggiormente rappresentate in base alla loro percentuale sul totale della popolazione residente erano:
- Albania 51 1,27%

### Lingue e dialetti
La variante prevalente del sardo parlata a Buddusò è la variante logudorese settentrionale, tuttavia, in alcuni termini si notano influssi sia del nuorese che del logudorese centrale ad esempio possiamo menzionare il vocabolo bette (grande che è tipico del Nuorese e Goceano) bette cosa, bette faula (grande bugia) ecc.
Ci sono poi delle espressioni peculiari come ad esempio Ceo (Io) invece del "Jeo/Geo" baroniese o del classico "Deo" più comune, in alternativa si utilizza il termine Eo.
Un'altra particolarità che si riscontra nei suoi abitanti, è quella di pronunciare lo stesso termine in modi diversi, a seconda delle frasi, per esempio ennitu/bennitu/vennitu (venuto) con la caduta, a volte, della b o v iniziali o anche oche (voce) per il singolare, che invece prende la v o la b iniziali per il plurale vochese/bochese.

## Cultura

### Eventi

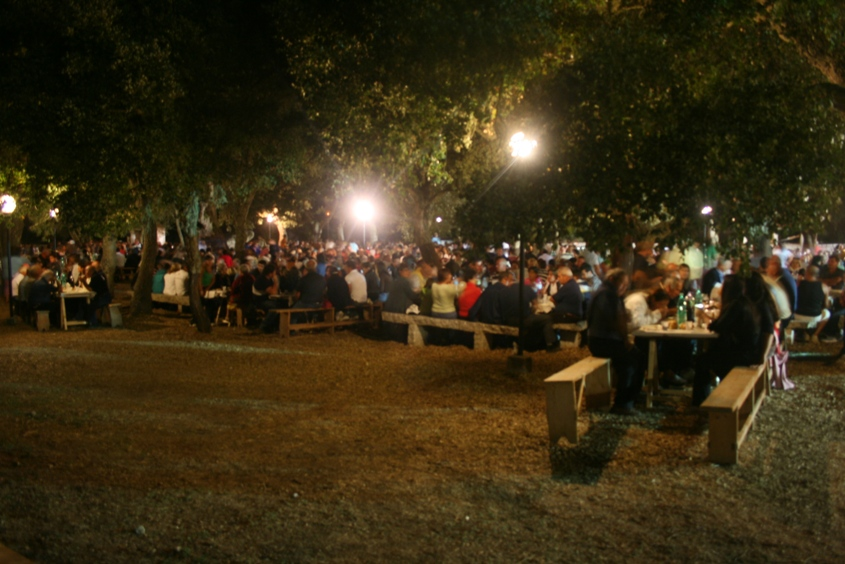
Festa di santa Reparata, domenica sera: cena "de su brou 'e sas concas" nel boschetto antistante la chiesa

A Buddusò si svolgono svariate sagre e feste a carattere religioso, come quella di Santa Reparata che si svolge il primo lunedì di settembre nell'omonima chiesa campestre, sita a Buddusò a poche centinaia di metri dalla SS389 in direzione Alà dei Sardi. La festa attira annualmente molti visitatori, provenienti dal paese e dall'hinterland. Altre importanti feste patronali si svolgono sempre a settembre per tre giorni consecutivi Sant'Ambrogio, San Quirico e Santa Anastasia Patrona di Buddusò.
Dopo l'istituzione della prova mondiale del Rally di Sardegna nel 2004, si svolgono abitualmente prove speciali della competizione in agro di Buddusò.

## Economia

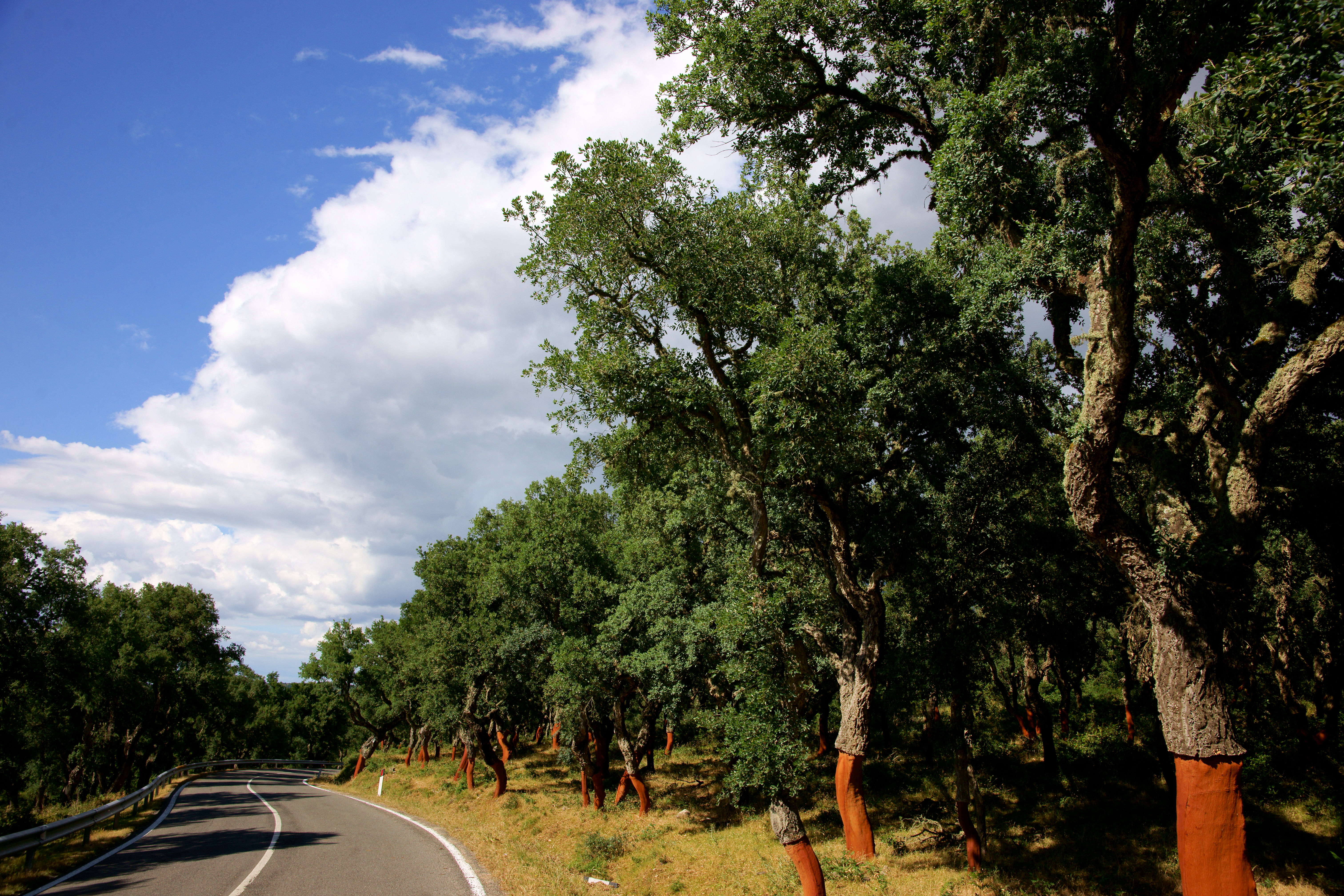
Sugherete

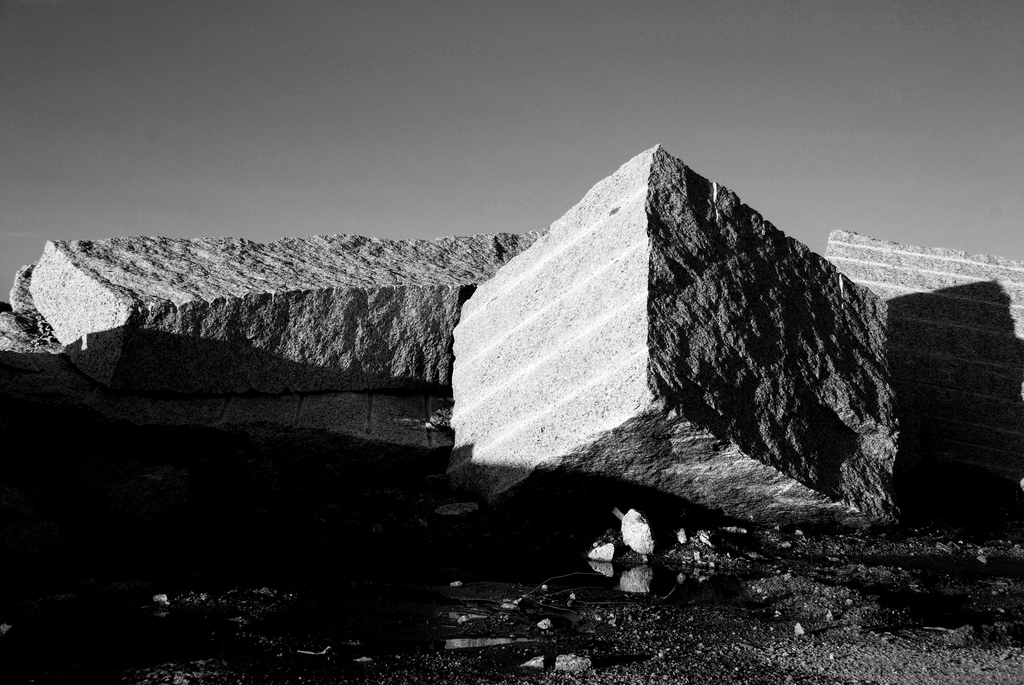
Blocchi di granito

Il sughero ed il granito hanno rappresentato per anni la fonte economica di maggior rilievo, diffusa ancora da parte dei buddusoini la commercializzazione di formaggio e legna sia in Sardegna che nella penisola italiana. Il territorio di Buddusò è ricco di boschi di leccio e querce, principalmente sughere che grazie alla qualità del prodotto (tra i migliori in Sardegna) contribuiscono con l'estrazione della sua corteccia in maniera considerevole agli introiti sia dei privati che del comune, tuttavia per quanto riguarda il granito la richiesta negli ultimi due decenni ha avuto un forte calo con molte cave che hanno cessato le proprie attività, sono rimaste solo poche famiglie che continuano ad essere attive sul mercato che sono poi quelle che storicamente avevano iniziato per prime l'estrazione del granito.
In ogni caso il buddusoino tradizionalmente si è sempre contraddistinto per una forte propensione al commercio all’imprenditorialità e al bisogno anche a "inventarsi" nuove attività e a commercializzare al meglio le risorse e i prodotti dei propri territori per assicurare il benessere e un futuro alla propria famiglia.
L'allevamento ovino e bovino ha un ruolo centrale nell'economia del paese, è ancora forte la tradizione e cultura agropastorale dei suoi abitanti, la pastorizia è ancora fondamentale e importante per Buddusò come del resto lo è nei centri vicini e in tutta la Sardegna interna. Da segnalare un'altra risorsa economica per il territorio dagli anni dieci: al confine tra il territorio di Buddusò ed Alà dei Sardi è presente un parco eolico. Anche il comparto artigianale a Buddusò è molto fiorente con artigiani molto abili, in particolare per la falegnameria e lavorazione del legno ci sono professionisti molto apprezzati sia in Sardegna che nel continente qualcuno è stato ingaggiato per importanti restauri e lavori di rifacimento su teatri e altre costruzioni di pregio; come ad esempio per il rifacimento dopo il rogo del 1996 del teatro La Fenice.

## Amministrazione
| Periodo         | Periodo         | Primo cittadino        | Partito                                  | Carica  | Note   |
| --------------- | --------------- | ---------------------- | ---------------------------------------- | ------- | ------ |
| 23 aprile 1995  | 9 giugno 1996   | Francesco Ziccheddu    | lista civica                             | Sindaco | [ 7 ]  |
| 9 giugno 1996   | 16 aprile 2000  | Francesco Ziccheddu    | liste civiche di centro-destra           | Sindaco | [ 8 ]  |
| 16 aprile 2000  | 8 maggio 2005   | Giovanni Satta         | lista civica                             | Sindaco | [ 9 ]  |
| 8 maggio 2005   | 30 maggio 2010  | Giovanni Satta         | lista civica                             | Sindaco | [ 10 ] |
| 30 maggio 2010  | 31 maggio 2015  | Giovanni Antonio Satta | lista civica "Coraggio di Cambiare"      | Sindaco | [ 11 ] |
| 31 maggio 2015  | 26 ottobre 2020 | Giovanni Antonio Satta | lista civica "Coraggio di Cambiare"      | Sindaco | [ 12 ] |
| 26 ottobre 2020 | in carica       | Massimo Satta          | lista civica "Buddusò nuove prospettive" | Sindaco | [ 13 ] |

## Sport

### Calcio
La squadra di calcio della città è la Polisportiva Buddusò 1963  È nata nel 1963 ed i suoi colori sociali sono il celeste ed il bianco. Nel 2025 torna nel massimo campionato regionale in Eccellenza Sarda.